# Indo-grško kraljestvo
Indo-grško kraljestvo je bilo helenistično kraljestvo, ki se je razprostiralo od današnjega Afganistana, v klasičnih mejah Pandžaba na Indijski podcelini (severni Pakistan in severozahodna Indija), med zadnjima dvema stoletjema pred Kristusom. Kraljestvu je vladalo več kot trideset kraljev, pogosto v medsebojnih sporih.
Kraljestvo je bilo ustanovljeno, ko je grško-baktrijski kralj Demetrij napadel podcelino v začetku 2. stoletja pr. Kr. in tam uveljavil helenski vpliv. Grki na Indijski podcelini so bili na koncu ločeni od grško-baktrijskih Grgkov, zbranih v Baktriji (danes meja med Afganistanom in Uzbekistanom), in Indo-Grkov na današnjem severozahodnem Indijskem podkontinentu. Najbolj znan indo-grški vladar je bil Menander (Milinda). Imel je prestolnico v Sakali v Pandžabu (današnji Sialkot).
Izraz »Indo-grško kraljestvo« prosto opisuje niz različnih dinastičnih držav, tradicionalno povezanih s številnimi področnimi prestolnicami, kot so Taxila (moderni Pandžab, Pakistan), Pushkalavati in Sagala. Druga morebitna središča so le nakazana; na primer Ptolemajeva „Geografija” in „Nomenklatura kasnejših kraljev” predlagata določeno mesto Teofil na jugu vpliva indo-grške sfere kot morebitno satrapsko ali kraljevsko sedež v nekem trenutku.
V dveh stoletjih svoje vladavine so indo-grški kralji izmenjevali grške in indijske jezike in simbole, kot je razvidno iz njihovih kovancev ter mešali grške in indijske ideje, kot je razvidno iz arheoloških ostankov. Širjenje indo-grške kulture je imelo posledice, ki se čutijo še danes, zlasti skozi vpliv grško-budistične umetnosti. Etnična pripadnost Indo-Grkov je nekoliko hibridna. Evtidem I. je bil po Polibiju magnezijski Grk. Njegov sin Demetrij I., ustanovitelj Indo-grškega kraljestva, je bil grškega etničnega porekla vsaj po očetu. Sklenjena je bila poroka Demetrija in hčere selevkidskega vladarja Antioha III. (ki je bil delno perzijskega porekla). Etnična pripadnost kasnejših indo-grških vladarjev je včasih manj jasna. Na primer, menilo se je, da je bil Artemidor (80. pr. n. št.) indo-skitskega porekla, čeprav je to zdaj sporno.
Po Menanderjevi smrti se je večji del njegovega kraljestva razpadel, indo-grški vpliv pa se je znatno zmanjšal. Mnoga nova kraljestva in republike vzhodno od reke Ravi so začele kovati kovance s prikazi vojaških zmag. Najvidnejši subjekti, ki so se ustanovili, so bili: Republika Yaudeya, Arjunajanas in Audumbaras. V Mathuri so kmalu sledile dinastije Datta in dinastija Mithra. Indo-Grki so na koncu izginili kot politični subjekt okoli leta 10 po invaziji Indo-Skitov, čeprav so enklave grškega prebivalstva verjetno obstajale nekaj stoletij pod kasnejšo indo-partsko in kušansko vladavino.